# 鹿苑街道 (西安市)
鹿苑街道，是中华人民共和国陕西省西安市高陵区下辖的一个街道办事处。
2012年，陕西省民政厅批复同意撤销鹿苑镇建制，设立鹿苑街道办事处。
2015年，陕西省民政厅批复同意撤销榆楚镇，将榆楚镇的皇册村划归鹿苑街道办事处。

## 行政区划
鹿苑街道下辖以下地区：
鹿苑镇社区、城区社区、南新街社区、鹿祥社区、草市村、瓦盆张村、高家村、田家村、东街村、北街村、何家村、上院村、古城村、药惠村、马家村、北樊村、东升村、草王村、银王村、东樊村、江流村、麦张村和皇册村。